# Frambozenkevers
De frambozenkevers (Byturidae) zijn een familie van kevers. De familie is voor het eerst wetenschappelijk beschreven in 1848 door Gistel. Wereldwijd komen er 24 soorten voor in deze familie.  In België en Nederland komen 2 soorten voor uit deze familie, de frambozenkever - Byturus tomentosus en de grauwe of bruine frambozentor - Byturus ochraceus.

## Taxonomie
De familie is als volgt onderverdeeld:
- Onderfamilie Platydascillinae Pic, 1914
  - Geslacht Bispinatus Springer & Goodrich, 1994
  - Geslacht Dascillocyphon Everts, 1909
  - Geslacht Platydascillus Everts, 1909
  - Geslacht Remigera Springer & Goodrich, 1994
- Onderfamilie Byturinae Gistel, 1848
  - Geslacht Byturus
    - Byturus affinis
    - Byturus aestivus (Linnaeus, 1758)
    - Byturus bakeri Casey, 1911
    - Byturus ochraceus Linnaeus
    - Byturus rubi Barber, 1942
    - Byturus tomentosus (Frambozenkever) (Fabricius, 1775)
    - Byturus unicolor Say 1823
    - Byturus urbanus (Lindeman)

  - Geslacht Haematoides
    - Haematoides atriceps Pic, 1910
    - Haematoides davidii Fairmaire, 1878

  - Geslacht Xerasia
    - Xerasia grisescens (Jayne 1882)
    - Xerasia meschniggi (Reitter, 1905)